# Aiequirê
Aiequirê (Aiyekire) ou Bonim (Gbonyin) é uma Área de Governo Local do estado de Equiti, Nigéria. Sua sede fica na vila de Odê Equiti.
Possui uma área de 391 km² e uma população de 148,193 no censo de 2006.
O código postal da área é 370.